# ニウアフォオウ島

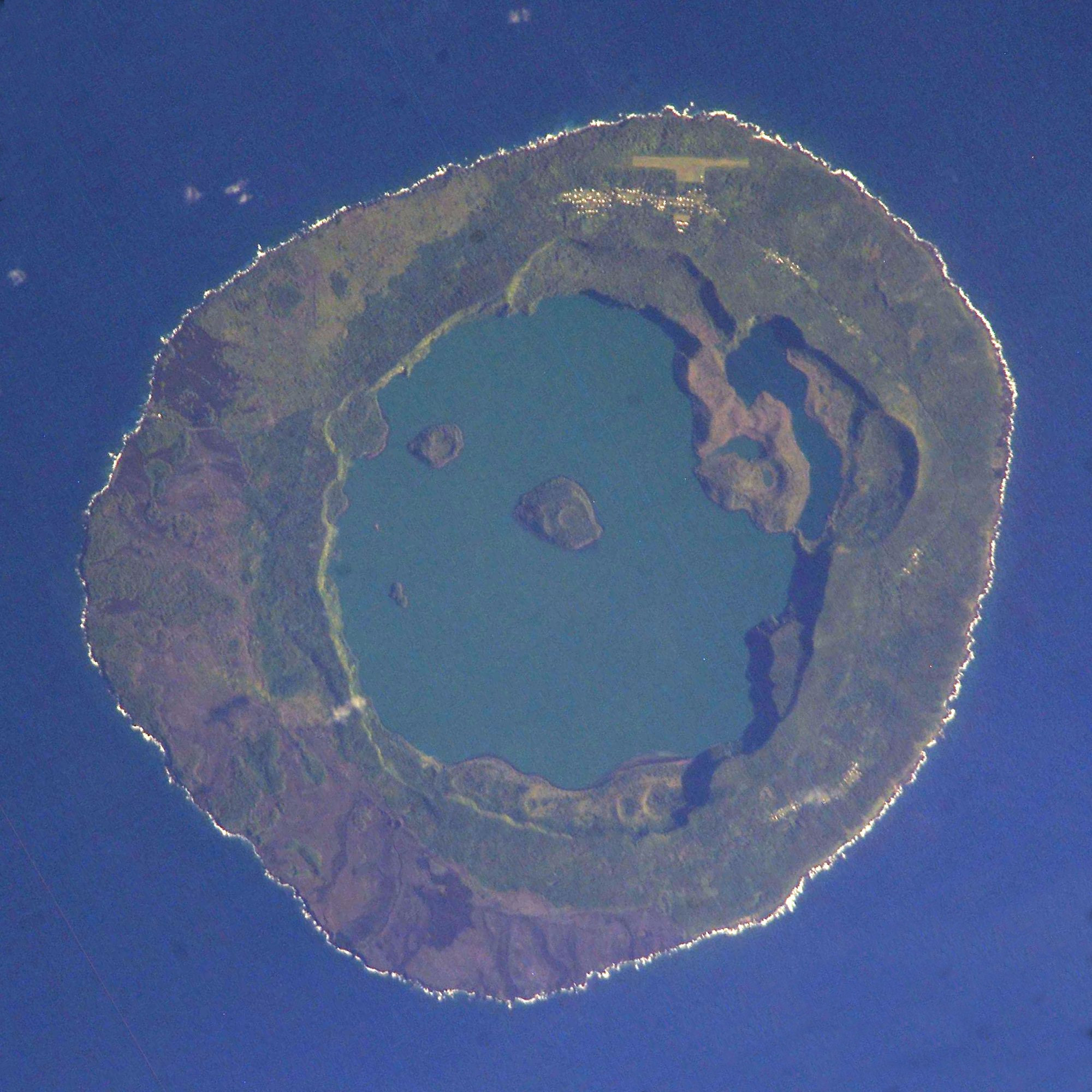
ニウアフォオウ島

ニウアフォオウ島（ニウアフォオウとう、Niuafoʻou）は、トンガの島。ニウアトプタプ島、タファフィ島とともにニウアス諸島を形成する。首都ヌクアロファのあるトンガタプ島より北に574km、ヴァヴァウ諸島より北に337km離れており、トンガ最北の島のひとつである。面積15km2、人口650人（2006年）。火山島であり、過去に何度も大噴火を起こしていて、現在でも活発に活動している。

## 概要
他の名前としては、グッドホープ島またはチン・カン（錫缶）島との呼び名がある。後者の名前は、この島には船を停泊させられるような場所がどこにもなく、かつては上陸が非常に困難だったことから、ビスケット入りの缶に例えて名づけられた。初期の商人であったウォルター・ジョージ・クェンセルがこの島の郵便局長を務めた時代に切手の代わりに証印のため押したカラフルな印はコレクターズアイテムとなっている。1983年からトンガ政府はニウアフォオウ島限定の記念切手を発行し販売している。

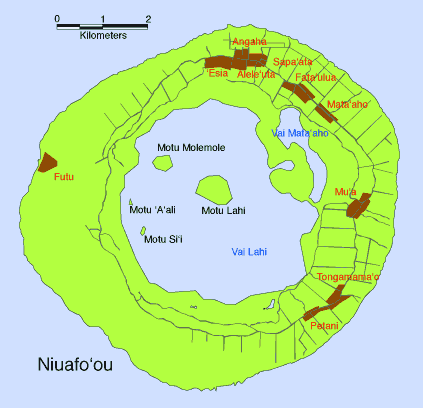
ニウアフォオウ島の地図

ニウアフォオウ島は海底火山の頂が水上に顔をのぞかせたものであり、最も近いトンガの火山島から190km西に離れている。島の形状はドーナツ状となっており、中央部はカルデラとなっていて、二つの湖がある。大きなほうはバイラヒ湖といい、海抜23mの地点にあって、広さは4km²、84mの深さがあり、3つの島が浮かんでいる。もうひとつ、カルデラ内には小さなバイシイ湖という湖もあり、バイラヒ湖とは荒涼とした砂丘によって隔てられている。最高点は260mである。島の周囲は切り立つ崖や岩場で占められ、船の接岸が難しい。唯一船が接岸できるのは、西部にある旧フツ村跡を覆っている溶岩が流れ込んだ平原だけである。島の住民は北部と東部に集中し、9つの村がある。行政機関や郵便局、通信ステーションや空港は北のアンガハ村に、高校は東のムッア村にある。西部と南部は度重なる噴火によって溶岩に覆われ、かつてあった村は放棄された。カルデラの内壁や島の北部・東部は樹木によって覆われている。
ニウアフォオウ島の火山は過去数千年にわたって活発な活動を繰り返している。1853年には南東部のアハウ村が溶岩に埋め尽くされ、25人が死亡した。1912年と1929年の噴火は西のフツ村を破壊し、港を破壊し、溶岩平原を作って島の西部の植生を破壊した。その後も1935年, 1936年, 1943年と噴火は繰り返された。1946年には大噴火を起こし、ニウアフォオウ島の住民は全員南のエウア島へと避難せざるを得なかった。ニウアフォオウ島とエウア島の地名に似通ったものが多いのは、このときの避難民がエウア島のあちこちにニウアフォオウ島の地名をつけたからである。1958年に噴火が収まると島民の多くは島へと戻ったが、一部はエウア島へととどまり続けた。

## 歴史
神話では、かつて島の中央には湖でなく大きな山が聳え立っていたという。しかしこの山は盗まれ、現在のタファフィ島となった。ニウアフォオウ島がヨーロッパ人によってはじめて発見されたのは1616年のことで、ウィレム・スハウテンとヤコブ・ラ・メールによってであった。彼らはその前に寄ったニウアトプタプ島で島民との接触に失敗していたが、この島では休息をとることができそうに思えたので、この島をグッドホープ島と名づけた。しかし彼らは結局この島に接岸することができず、北のフツナ島やアロフィ島に向かった。1946年の大噴火で、住民はすべてエウア島へと移され、ニウアフォオウ島は一時無人島となった。その後1958年噴火が収まると、半数は帰島し半数はエウアにとどまった
。
2001年にはサイクロン・ワカが大被害をもたらし、数百の家が破壊され一人が死亡した。